# أيلت كارمي
أيلت كارمي (بالعبرية: אילת כרמי‏) هي رسامة إسرائيلية، ولدت في 21 يوليو 1967 في شطة في إسرائيل.

## وصلات خارجية
- الموقع الرسمي